# Bubopsis agrionoides
Bubopsis agrionoides är en insektsart som först beskrevs av Jules Pièrre Rambur 1838.  Bubopsis agrionoides ingår i släktet Bubopsis och familjen fjärilsländor. Inga underarter finns listade i Catalogue of Life.